# Eulachnus cembrae
Eulachnus cembrae är en insektsart som beskrevs av Carl Julius Bernhard Börner 1950. Eulachnus cembrae ingår i släktet Eulachnus och familjen långrörsbladlöss. Inga underarter finns listade i Catalogue of Life.